# Anton Artes
Anton Artes, né le 7 décembre 1907 et mort le 25 juin 1957, est un joueur de football autrichien.

## Biographie
Anton Artes réalise une carrière mouvementée comme défenseur dans différents clubs de Vienne. Il débute à l'Admira avec lequel il remporte le championnat d'Autriche en 1927, et rejoint par la suite plusieurs clubs de l'élite. Il est également sélectionné à deux reprises dans une sélection de joueurs de Vienne.
Anton Artes émigre en France en 1936 et signe au FC Rouen, promu en première division. Après deux saisons réussies, il doit quitter le pays à la suite du durcissement des règles administratives concernant les joueurs étrangers dans le championnat de France.